# Randolph von Breidbach-Bürresheim
Randolph von Breidbach-Bürresheim, né le 10 août 1912 à Bonn et mort le 13 juin 1945 à Oranienburg-Sachsenhausen, est un juriste, officier de réserve et résistant allemand, membre du complot du 20 juillet 1944.

## Biographie
Le père de Randolph von Breidbach-Bürresheim est chef d'un escadron du 7e régiment de hussards de l'armée prussienne. Il vit chez ses grands-parents maternels, le comte de Wolff-Metternich, au château de Satzvey, dans l'Eifel, puis, à cause de la Première Guerre mondiale, au château de Fronberg, un autre bien de la famille en Bavière. En 1922, il va à l'école de l'abbaye de Metten puis au Maximiliansgymnasium de Munich, où il obtient son abitur en 1931.
Il étudie le droit à l'université Louis-et-Maximilien de Munich et obtient un doctorat en mai 1938 à l'université Friedrich-Alexander d'Erlangen-Nuremberg.
Après ses études, il devient collaborateur de Josef Müller, auparavant dirigeant du Parti populaire bavarois, avocat contestataire du nazisme devant les tribunaux. Josef Müller et son entourage, tels que Wilhelm Canaris, Hans von Dohnanyi ou Hans Oster, influencent Randolph von Breidbach-Bürresheim.
En novembre 1939, Breidbach-Bürresheim est Oberleutnant dans la Wehrmacht dans le bureau de la défense à Munich puis participe à la bataille de France et au front de l'Est. Il tombe là-bas malade de la fièvre jaune pendant l'hiver 1942-1943. Il est arrêté et soupçonné d'avoir écrit un rapport sur les crimes de guerre nazis en Union soviétique et par conséquent de haute trahison. Malgré un acquittement en mars 1944, il reste en détention à la demande du Reichssicherheitshauptamt.
Sa mère demande de l'aide à Claus von Stauffenberg pour libérer son fils ; Stauffenberg accepte. À la suite du complot raté du 20 juillet 1944, Randolph von Breidbach-Bürresheim est assimilé au complot et transféré par la Gestapo dans la prison de Lehrter Straße à Berlin afin de lui arracher des aveux qu'il ne donne pas. Peu avant la fin de la guerre, sans doute en février 1945 en raison de l'avance des Alliés, il est envoyé au camp d'Oranienburg-Sachsenhausen. Après la libération du camp le 22 avril 1945, il y meurt d'une tuberculose foudroyante le 13 juin.
L'Église catholique allemande a inscrit Randolph von Breidbach-Bürresheim dans son martyrologe du XXe siècle.